# Остродяло шапиче
Остродялото шапиче (Alchemilla acutiloba) е вид растение, принадлежащо към семейство Розови. Включено е в списъка на лечебните растения съгласно Закона за лечебните растения.
Видът е разпространен в България.